# Staglius Aprod(…)
Staglius Aprod[…] war ein antiker römischer Toreut (Metallbildner), der in augusteischer Zeit in Aquileia, Oberitalien tätig war.
Staglius Aprod[…] ist heute nur noch aufgrund eines Signaturstempels auf einer Bronze-Schöpfkelle bekannt, der den Namen nicht vollständig wiedergab, bei dem eine eindeutige Ergänzung aber nicht möglich ist. Diese wurde in einem Grab in Cuzdrioara, Kreis Cluj, Region Siebenbürgen in Rumänien gefunden. Heute befindet sich das Stück im Nationalmuseum der Geschichte Siebenbürgens in Cluj-Napoca.

## Einzelbelege
1. ↑  Inventarnummer I. 10437a; Richard Petrovszky: Studien zu römischen Bronzegefäßen mit Meisterstempeln. Leidorf, Buch am Erlbach 1993, S. 302, Nr. S.14.01.

| Personendaten    | Personendaten            |
| ---------------- | ------------------------ |
| NAME             | Staglius Aprod(…)        |
| ALTERNATIVNAMEN  | Staglius Aprod[…]        |
| KURZBESCHREIBUNG | antiker römischer Toreut |
| GEBURTSDATUM     | 1. Jahrhundert v. Chr.   |
| STERBEDATUM      | 1. Jahrhundert           |